# David Rose
David Rose (* 15. Juni 1910 in London; † 23. August 1990 in Burbank, Kalifornien) war ein in England geborener US-amerikanischer Songwriter, Komponist und Arrangeur. Zu seinen berühmtesten Kompositionen zählen The Stripper (1958), Holiday for Strings und Calypso Melody. Rose schrieb und arrangierte auch die Hintergrundmusik zu zahlreichen Fernsehserien, darunter Bonanza, Unsere kleine Farm und Abenteuer unter Wasser.

## Leben und Werk
David Rose wurde 1910 als Sohn jüdischer Eltern in London geboren und wuchs später in der amerikanischen Metropole Chicago auf. Er studierte dort Musik, arbeitete anschließend unter anderem für das Chicago Orchester, Radiostationen und ging als Arrangeur und Komponist nach Hollywood. Anfang der vierziger Jahre gründete er ein eigenes Orchester und hatte 1944 mit dem Titel Holiday For Strings, der in den USA Platz 2 erreichte, großen Erfolg. Zwar gelangen ihm in der Folgezeit kleinere Hits, so war beispielsweise sein zusammen mit Leo Robin kreierter Song So in Love 1946 für einen Oscar nominiert, aber seinen Erfolg von 1944 konnte er erst 1962 wiederholen, als The Stripper in den USA Single-Charts auf Platz 1 kam und elf Wochen in den Top Twenty blieb.
David Rose komponierte die Filmmusik zu vielen Hollywood Kinofilmen wie: 1944 Das Korsarenschiff (The Princess and the Pirate) mit Bob Hope; 1959 Unternehmen Petticoat (Operation Petticoat) mit Cary Grant und Tony Curtis, Meisterschaft im Seitensprung (Please Don’t Eat the Daisies) mit Doris Day und David Niven sowie 1967 für den Western Man nannte ihn Hombre (Hombre) mit Paul Newman in der Hauptrolle.
Ferner komponierte Rose die Musik zu zahlreichen TV-Serien. Unter anderem für die Western Reihe Bonanza mit Lorne Greene, Dan Blocker, Michael Landon und Pernell Roberts, für die er auch die Titelmelodie schrieb. Die Fernsehserie hatte 430 Folgen und lief von 1959 bis 1973. Dabei kam es zu einer lebenslangen Freundschaft zwischen Landon und David Rose. Anschließend komponierte er die Musik für Michael Landons Fernsehserie Unsere kleine Farm (Little House on the Prairie) die es auf 187 Folgen zwischen 1974 und 1983 brachte. Rose produzierte den Soundtrack zur Serie. Sein Lied „Do you love me?“ wurde in der Serie immer wieder verwendet. Ab 1984 schrieb er die Musik zur Fernsehserie Ein Engel auf Erden, die man zwischen 1984 und 1989 111 Folgen lang ausstrahlte.
Am 8. Oktober 1938 heiratete er die Schauspielerin Martha Raye, das Paar ließ sich jedoch nach nur drei Jahren wieder scheiden. Rose heiratete kurz darauf ein zweites Mal, diesmal die Schauspielerin und Sängerin Judy Garland. Das Paar blieb kinderlos, und auch diese Ehe scheiterte 1945. Mit seiner dritten Ehefrau, Betty Bartholomew, hatte Rose später zwei Töchter.
Er starb im Alter von 80 Jahren in Burbank, Kalifornien, und wurde in den Hollywood Hills auf dem Mount Sinai Memorial Park Cemetery beigesetzt.
Für sein musikalisches Wirken erhielt er neben zwei Oscar-Nominierungen zwölf Auszeichnungen der Unterhaltungsindustrie, darunter mehrere Emmy Awards für seine Seriensoundtracks.

## Filmografie (Auswahl)
- 1944: Das Korsarenschiff (The Princess and the Pirate)
- 1945: Der Wundermann (Wonder Man)
- 1950: Der Gangsterboß von Rocket City (The Underworld Story)
- 1951: Hübsch, jung und verliebt (Rich, Young and Pretty)
- 1951: Karneval in Texas (Texas Carnival)
- 1952: Nur dies eine Mal (Just This Once)
- 1953: Die Tränen des Clowns (The Clown)
- 1955: Jupiters Liebling (Jupiter's Darling)
- 1957: Rindvieh Nr. 1 (Public Pigeon No. One)
- 1959–1973: Bonanza (Fernsehserie, 430 Folgen)
- 1959: Unternehmen Petticoat (Operation Petticoat)
- 1959: Meisterschaft im Seitensprung (Please Don't Eat the Daisies)
- 1960: Sie kannten keine Gnade (Rebel Breed)
- 1964: Rasch, bevor es schmilzt (Quick Before It Melts)
- 1965: Das Baby und der Haustyrann (Never Too Late)
- 1966: Die Männer von Bonanza: Sie ritten wie der Wind (Ride the Wind)
- 1967: Man nannte ihn Hombre (Hombre)
- 1967–1971: High Chaparral (Fernsehserie, 97 Folgen)
- 1969: Das Netz der Spinne (Along Came a Spider)
- 1974–1983: Unsere kleine Farm (Fernsehserie, 187 Folgen)
- 1976: Der Sieg seines Lebens (The Loneliest Runner)
- 1979: Schreiendes Unrecht (Killing Stone)
- 1981–1983: Vater Murphy (Fernsehserie, 35 Folgen)
- 1984: Sam's Son
- 1984–1989: Ein Engel auf Erden (Fernsehserie, 111 Folgen)